# Булверизам
Булверизам је врста реторичке грешке ad hominem која комбинује кружно резоновање и генетску грешку са претпоставком или снисходљивошћу. Булвериста претпоставља да је аргумент говорника неважећи или лажан, а затим објашњава зашто је говорник направио ту грешку или је био толико глуп (чак и ако је тврдња противника заправо тачна) нападајући говорника или његов мотив.
Термин булверизам сковао је К. С. Луис по измишљеном лику како би се нашалио на озбиљну грешку у размишљању која се, како је тврдио, често јављала у разним верским, политичким и филозофским дебатама.
Слично „промени субјекта/мотива“ Ентонија Флуа, булверизам је грешка ирелевантности. Аргумент се оптужује да је погрешан на основу идентитета или мотива аргументатора (стварног или претпостављеног), али то је ирелевантно за валидност или истинитост аргумента.

## Пример
- Антимедијски настројена особа: „Па, у чему је ова зла новинска агенција данас у криву? Да видимо. Ох, извештава да цена гаса расте, зар не? Хмм, па зашто несумњиво лажу о томе? Знам, нафтна индустрија их је вероватно подмитила да ово кажу, па ће људи пожурити да купе више гаса пре него што глупо помисле да ће постати скупљи. Да, то се очигледно дешава.“[3]

## Претња и правни лек
Посебна претња ове заблуде лежи у томе што се она подједнако односи на особу која греши као и на њеног противника. Када се схвати као логичка последица, она имплицира да су сви аргументи непоуздани и стога поткопава сваку рационалну мисао. Луис каже: „Док се булверизам не сломи, разум не може играти ефикасну улогу у људским пословима. Свака страна га рано узима као оружје против друге; али између њих две сам разум је дискредитован.“
Лек, према Луису, јесте прихватање да неко резоновање није окаљано резонантом. Неки аргументи су валидни, а неки закључци истинити, без обзира на идентитет и мотиве онога ко их износи.